# Пяски (Берестовицький район)
Пяски (біл. Пяскі) — село в складі Берестовицького району Гродненської області, Білорусь. Село підпорядковане Олекшицькій сільській раді, розташоване у західній частині області.